# Premier League Manager of the Month
Il premio Premier League Manager of the Month è un premio mensile assegnato al miglior allenatore del mese della Premier League. Il vincitore è selezionato dalla combinazione di una votazione pubblica online che contribuisce al risultato per il 10% e dai voti di una giuria di esperti. Per motivi di sponsorizzazione è stato chiamato "Carling Premiership Manager of the Month" (1993–2001) e "Barclaycard Premiership Manager of the Month" (2001–2004) mentre il suo nome attuale è "Barclays Manager of the Month".
La Premier League fu istituita nel 1992, quando i club membri della "First Division" si dimisero dalla "Football League", formando una nuova lega commercialmente indipendente che negoziò i propri accordi di trasmissione video e sponsorizzazione. La stagione inaugurale non ebbe sponsor finché non si trovò un accordo quadriennale per 12 milioni di sterline con Carling a partire dalla stagione successiva. Carling introdusse nella stagione 1993-1994 i premi "Manager of the Month", il cui primo vincitore fu Alex Ferguson, e "Manager of the Season", in aggiunta agli esistenti premi di "Player of the Year" assegnati dalla "Football Writers' Association" e "Professional Footballers' Association". Per la stagione 1994-1995 venne introdotto il premio "FA Premier League Player of the Month".
L'allenatore ad aver vinto più volte il premio è proprio Ferguson, con 27 affermazioni. Harry Redknapp ha avuto sei avventure come manager in Premier League, con West Ham Utd, Portsmouth, Southampton, ancora Portsmouth, Tottenham e QPR, vincendo il premio di Manager of the Month in cinque di queste occasioni. Undici altri allenatori hanno vinto il premio con due o più club: Gordon Strachan con Coventry City e Southampton, Stuart Pearce con Nottingham Forest e Manchester City, Martin O'Neill con Leicester City, Aston Villa e Sunderland, Roy Hodgson con Blackburn e Fulham, Rafael Benítez con Liverpool, Chelsea e Newcastle Utd, Brendan Rodgers con Swansea City e Liverpool, Alan Pardew con West Ham e Newcastle, Sam Allardyce con Bolton e West Ham, Tony Pulis con Crystal Palace e West Bromwich, Mauricio Pochettino con Southampton e Tottenham e Claudio Ranieri con Chelsea e Leicester City.
Il premio è stato vinto in mesi consecutivi da 16 manager: Joe Kinnear, Kevin Keegan, Roy Evans, Alex Ferguson, Arsène Wenger, David O'Leary, Stuart Pearce, Paul Jewell, Rafael Benítez, Carlo Ancelotti, Manuel Pellegrini, Claudio Ranieri, Antonio Conte, Pep Guardiola, Jürgen Klopp e Ange Postecoglou. Guardiola è l'unico allenatore nella storia della Premier League ad aver vinto il premio per 4 mesi consecutivi, record raggiunto nella stagione 2018-2019, mentre Antonio Conte, Jürgen Klopp e Ange Postecoglou sono gli unici altri ad averlo vinto per 3 mesi consecutivi. Klopp nella stagione 2019-2020 è il primo allenatore a vincere il premio per 5 volte nella stessa stagione. Il premio in un'unica occasione è stato condiviso: nel marzo 2002, quando l'allenatore del Liverpool Gérard Houllier fu premiato congiuntamente al suo sostituto Phil Thompson, che aveva preso il suo posto alla guida della squadra a causa di problemi di salute del primo allenatore.
L'ultimo vincitore del premio, datato ottobre 2024, è l'allenatore del Nottingham Forest Nuno Espírito Santo.

## Lista dei vincitori

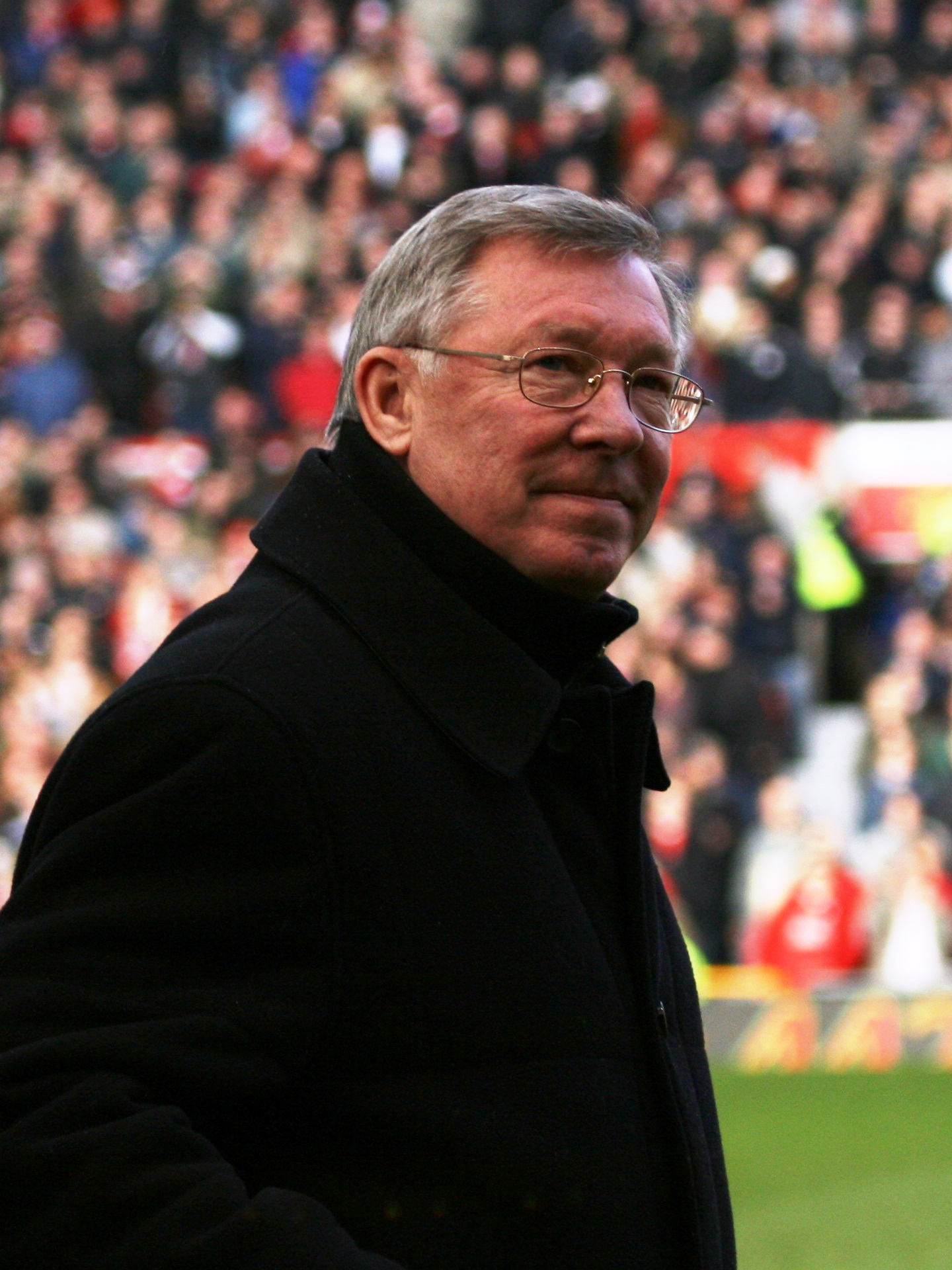
Alex Ferguson, primo vincitore e allenatore che ha ottenuto più volte il premio.

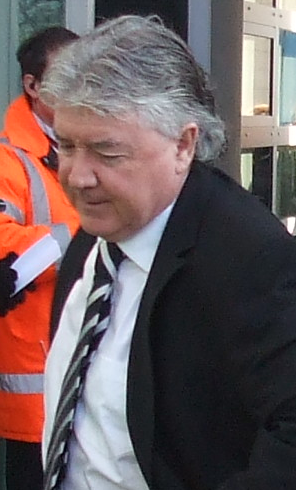
Joe Kinnear, primo allenatore a vincere il premio per due mesi consecutivi.

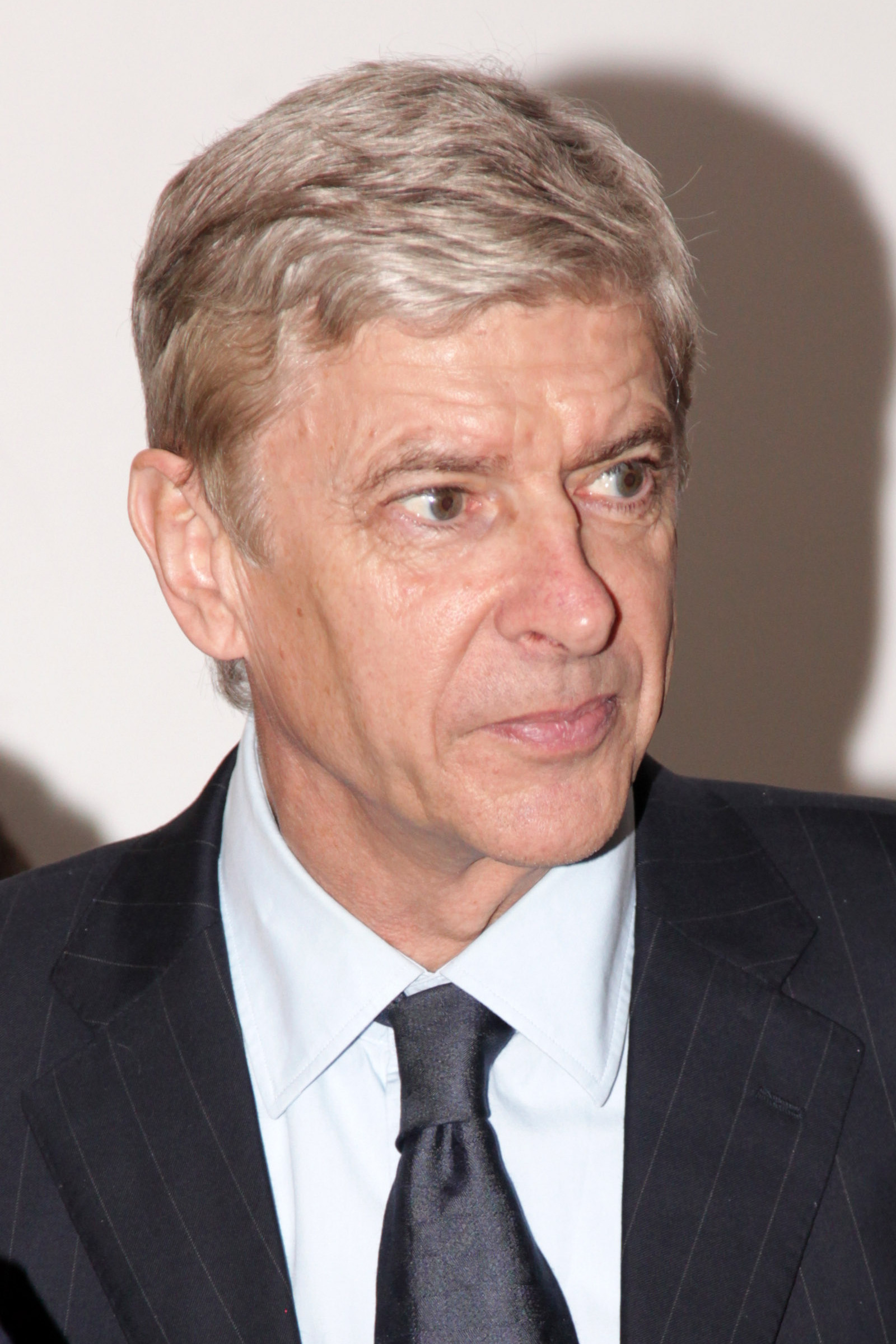
Arsène Wenger, primo allenatore non britannico a vincere per due mesi consecutivi il premio e più volte vincitore non britannico del premio.

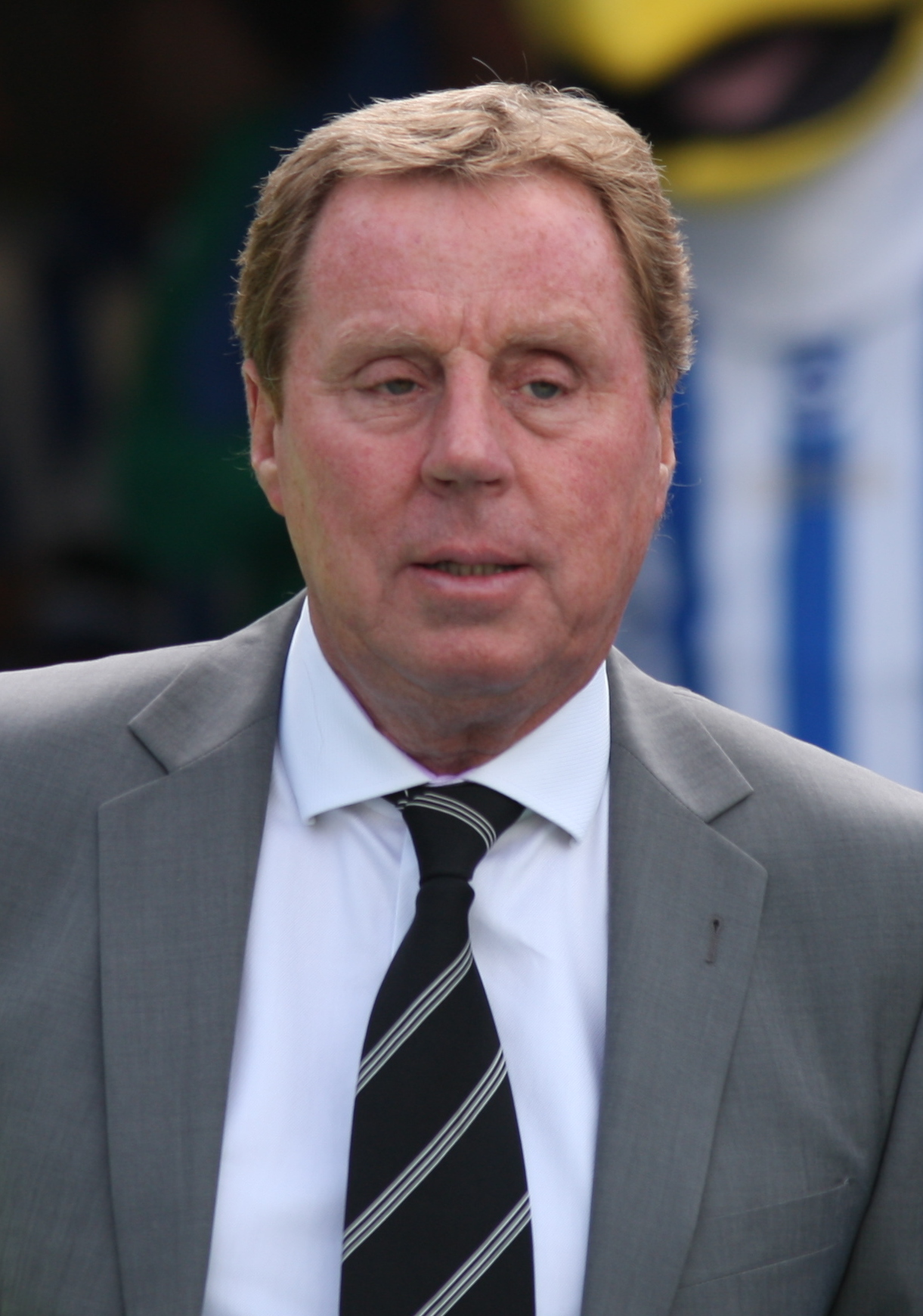
Harry Redknapp, unico vincitore del premio con 4 club differenti.

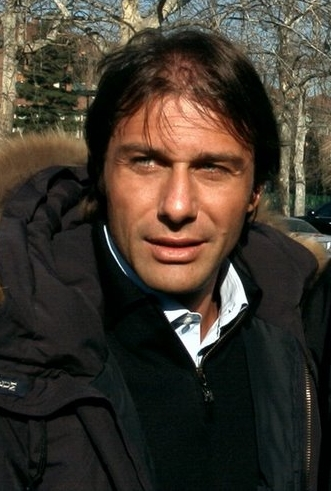
Antonio Conte, primo allenatore a vincere per tre mesi consecutivi il premio.

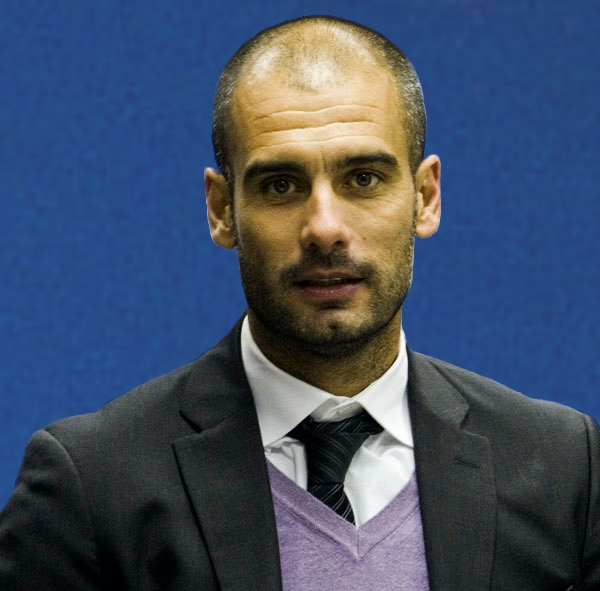
Josep Guardiola, primo allenatore a vincere per quattro mesi consecutivi il premio.

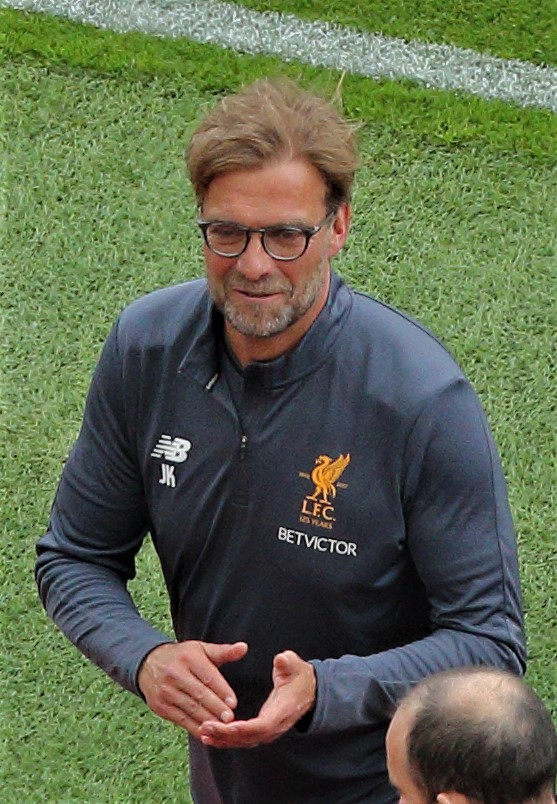
Jürgen Klopp, primo allenatore a vincere il premio cinque volte nella stessa stagione.

1993-1994 
| Mese      | Allenatore     | Squadra         | Note  |
| --------- | -------------- | --------------- | ----- |
| Agosto    | Alex Ferguson  | Manchester Utd  | [ 4 ] |
| Settembre | Joe Kinnear    | Wimbledon FC    | [ 4 ] |
| Ottobre   | Mike Walker    | Norwich City    | [ 4 ] |
| Novembre  | Kevin Keegan   | Newcastle Utd   | [ 4 ] |
| Dicembre  | Trevor Francis | Sheffield Weds  | [ 4 ] |
| Gennaio   | Kenny Dalglish | Blackburn       | [ 4 ] |
| Febbraio  | Joe Royle      | Oldham Athletic | [ 4 ] |
| Marzo     | Joe Kinnear    | Wimbledon FC    | [ 5 ] |
| Aprile    | Joe Kinnear    | Wimbledon FC    | [ 4 ] |

 1994-1995 
| Mese      | Allenatore       | Squadra           | Note  |
| --------- | ---------------- | ----------------- | ----- |
| Agosto    | Kevin Keegan     | Newcastle Utd     | [ 6 ] |
| Settembre | Frank Clark      | Nottingham Forest | [ 7 ] |
| Ottobre   | Alex Ferguson    | Manchester Utd    | [ 6 ] |
| Novembre  | Kenny Dalglish   | Blackburn         | [ 6 ] |
| Dicembre  | Gerry Francis    | QPR               | [ 6 ] |
| Gennaio   | Brian Little     | Aston Villa       | [ 6 ] |
| Febbraio  | Kevin Keegan     | Newcastle Utd     | [ 6 ] |
| Marzo     | Ron Atkinson     | Coventry City     | [ 6 ] |
| Aprile    | Howard Wilkinson | Leeds Utd         | [ 6 ] |

 1995-1996 
| Mese      | Allenatore      | Squadra           | Note   |
| --------- | --------------- | ----------------- | ------ |
| Agosto    | Kevin Keegan    | Newcastle Utd     | [ 8 ]  |
| Settembre | Kevin Keegan    | Newcastle Utd     | [ 9 ]  |
| Ottobre   | Frank Clark     | Nottingham Forest | [ 8 ]  |
| Novembre  | Alan Ball       | Manchester City   | [ 8 ]  |
| Dicembre  | Roy Evans       | Liverpool         | [ 8 ]  |
| Gennaio   | Roy Evans       | Liverpool         | [ 8 ]  |
| Febbraio  | Alex Ferguson   | Manchester Utd    | [ 8 ]  |
| Marzo     | Alex Ferguson   | Manchester Utd    | [ 8 ]  |
| Aprile    | Dave Merrington | Southampton       | [ 10 ] |

 1996-1997 
| Mese      | Allenatore      | Squadra           | Note   |
| --------- | --------------- | ----------------- | ------ |
| Agosto    | David Pleat     | Sheffield Weds    | [ 11 ] |
| Settembre | Joe Kinnear     | Wimbledon FC      | [ 12 ] |
| Ottobre   | Graeme Souness  | Southampton       | [ 13 ] |
| Novembre  | Jim Smith       | Derby County      | [ 11 ] |
| Dicembre  | Gordon Strachan | Coventry City     | [ 14 ] |
| Gennaio   | Stuart Pearce   | Nottingham Forest | [ 11 ] |
| Febbraio  | Alex Ferguson   | Manchester Utd    | [ 11 ] |
| Marzo     | Bryan Robson    | Middlesbrough     | [ 15 ] |
| Aprile    | Graeme Souness  | Southampton       | [ 11 ] |

 1997-1998 
| Mese      | Allenatore      | Squadra        | Note   |
| --------- | --------------- | -------------- | ------ |
| Agosto    | Roy Hodgson     | Blackburn      | [ 16 ] |
| Settembre | Martin O'Neill  | Leicester City | [ 17 ] |
| Ottobre   | Alex Ferguson   | Manchester Utd | [ 18 ] |
| Novembre  | George Graham   | Leeds Utd      | [ 19 ] |
| Dicembre  | Roy Hodgson     | Blackburn      | [ 18 ] |
| Gennaio   | Howard Kendall  | Everton        | [ 20 ] |
| Febbraio  | Gordon Strachan | Coventry City  | [ 18 ] |
| Marzo     | Arsène Wenger   | Arsenal        | [ 21 ] |
| Aprile    | Arsène Wenger   | Arsenal        | [ 18 ] |

 1998-1999 
| Mese      | Allenatore      | Squadra        | Note   |
| --------- | --------------- | -------------- | ------ |
| Agosto    | Alan Curbishley | Charlton       | [ 22 ] |
| Settembre | John Gregory    | Aston Villa    | [ 23 ] |
| Ottobre   | Martin O'Neill  | Leicester City | [ 24 ] |
| Novembre  | Harry Redknapp  | West Ham Utd   | [ 23 ] |
| Dicembre  | Brian Kidd      | Blackburn      | [ 25 ] |
| Gennaio   | Alex Ferguson   | Manchester Utd | [ 26 ] |
| Febbraio  | Alan Curbishley | Charlton       | [ 27 ] |
| Marzo     | David O'Leary   | Leeds Utd      | [ 23 ] |
| Aprile    | Alex Ferguson   | Manchester Utd | [ 28 ] |

 1999-2000 
| Mese      | Allenatore      | Squadra        | Note   |
| --------- | --------------- | -------------- | ------ |
| Agosto    | Alex Ferguson   | Manchester Utd | [ 29 ] |
| Settembre | Walter Smith    | Everton        | [ 30 ] |
| Ottobre   | Peter Reid      | Sunderland     | [ 31 ] |
| Novembre  | Martin O'Neill  | Leicester City | [ 32 ] |
| Dicembre  | Gérard Houllier | Liverpool      | [ 33 ] |
| Gennaio   | Danny Wilson    | Sheffield Weds | [ 34 ] |
| Febbraio  | Bobby Robson    | Newcastle Utd  | [ 35 ] |
| Marzo     | Alex Ferguson   | Manchester Utd | [ 36 ] |
| Aprile    | Alex Ferguson   | Manchester Utd | [ 37 ] |

 2000-2001 
| Mese      | Allenatore     | Squadra        | Note   |
| --------- | -------------- | -------------- | ------ |
| Agosto    | Bobby Robson   | Newcastle Utd  | [ 38 ] |
| Settembre | Peter Taylor   | Leicester City | [ 39 ] |
| Ottobre   | Arsène Wenger  | Arsenal        | [ 40 ] |
| Novembre  | George Burley  | Ipswich Town   | [ 41 ] |
| Dicembre  | Peter Reid     | Sunderland     | [ 42 ] |
| Gennaio   | Terry Venables | Middlesbrough  | [ 43 ] |
| Febbraio  | Alex Ferguson  | Manchester Utd | [ 44 ] |
| Marzo     | David O'Leary  | Leeds Utd      | [ 45 ] |
| Aprile    | David O'Leary  | Leeds Utd      | [ 46 ] |

 2001-2002 
| Mese      | Allenatore      | Squadra       | Note         |
| --------- | --------------- | ------------- | ------------ |
| Agosto    | Sam Allardyce   | Bolton        |              |
| Settembre | John Gregory    | Aston Villa   |              |
| Ottobre   | Glenn Hoddle    | Tottenham     |              |
| Novembre  | Phil Thompson   | Liverpool     |              |
| Dicembre  | Bobby Robson    | Newcastle Utd |              |
| Gennaio   | Gordon Strachan | Southampton   |              |
| Febbraio  | Bobby Robson    | Newcastle Utd |              |
| Marzo     | Gérard Houllier | Liverpool     | [ 47 ] [ 3 ] |
| Marzo     | Phil Thompson   | Liverpool     | [ 47 ] [ 3 ] |
| Aprile    | Arsène Wenger   | Arsenal       |              |

 2002-2003 
| Mese      | Allenatore      | Squadra        |
| --------- | --------------- | -------------- |
| Agosto    | Glenn Hoddle    | Tottenham      |
| Settembre | Arsène Wenger   | Arsenal        |
| Ottobre   | Gérard Houllier | Liverpool      |
| Novembre  | David Moyes     | Everton        |
| Dicembre  | Gordon Strachan | Southampton    |
| Gennaio   | Bobby Robson    | Newcastle Utd  |
| Febbraio  | Alan Curbishley | Charlton       |
| Marzo     | Glenn Roeder    | West Ham Utd   |
| Aprile    | Alex Ferguson   | Manchester Utd |

 2003-2004 
| Mese      | Allenatore      | Squadra        |
| --------- | --------------- | -------------- |
| Agosto    | Arsène Wenger   | Arsenal        |
| Settembre | Claudio Ranieri | Chelsea        |
| Ottobre   | Bobby Robson    | Newcastle Utd  |
| Novembre  | Sam Allardyce   | Bolton         |
| Dicembre  | Alex Ferguson   | Manchester Utd |
| Gennaio   | Sam Allardyce   | Bolton         |
| Febbraio  | Arsène Wenger   | Arsenal        |
| Marzo     | Claudio Ranieri | Chelsea        |
| Aprile    | Harry Redknapp  | Portsmouth     |

 2004-2005 
| Mese      | Allenatore     | Squadra         |
| --------- | -------------- | --------------- |
| Agosto    | Arsène Wenger  | Arsenal         |
| Settembre | David Moyes    | Everton         |
| Ottobre   | Harry Redknapp | Portsmouth      |
| Novembre  | José Mourinho  | Chelsea         |
| Dicembre  | Martin Jol     | Liverpool       |
| Gennaio   | José Mourinho  | Chelsea         |
| Febbraio  | Alex Ferguson  | Manchester Utd  |
| Marzo     | Harry Redknapp | Southampton     |
| Aprile    | Stuart Pearce  | Manchester City |

 2005-2006 
| Mese      | Allenatore     | Squadra         |
| --------- | -------------- | --------------- |
| Agosto    | Stuart Pearce  | Manchester City |
| Settembre | Paul Jewell    | Wigan           |
| Ottobre   | Paul Jewell    | Wigan           |
| Novembre  | Rafael Benítez | Liverpool       |
| Dicembre  | Rafael Benítez | Liverpool       |
| Gennaio   | David Moyes    | Everton         |
| Febbraio  | Alan Pardew    | West Ham Utd    |
| Marzo     | Alex Ferguson  | Manchester Utd  |
| Aprile    | Harry Redknapp | Portsmouth      |

 2006-2007 
| Mese      | Allenatore     | Squadra        |
| --------- | -------------- | -------------- |
| Agosto    | Alex Ferguson  | Manchester Utd |
| Settembre | Steve Coppell  | Reading        |
| Ottobre   | Alex Ferguson  | Manchester Utd |
| Novembre  | Steve Coppell  | Reading        |
| Dicembre  | Sam Allardyce  | Bolton         |
| Gennaio   | Rafael Benítez | Liverpool      |
| Febbraio  | Alex Ferguson  | Manchester Utd |
| Marzo     | José Mourinho  | Chelsea        |
| Aprile    | Martin O'Neill | Aston Villa    |

 2007-2008 
| Mese      | Allenatore          | Squadra         |
| --------- | ------------------- | --------------- |
| Agosto    | Sven-Göran Eriksson | Manchester City |
| Settembre | Arsène Wenger       | Arsenal         |
| Ottobre   | Mark Hughes         | Blackburn       |
| Novembre  | Martin O'Neill      | Aston Villa     |
| Dicembre  | Arsène Wenger       | Arsenal         |
| Gennaio   | Alex Ferguson       | Manchester Utd  |
| Febbraio  | David Moyes         | Everton         |
| Marzo     | Alex Ferguson       | Manchester Utd  |
| Aprile    | Avram Grant         | Chelsea         |

 2008-2009 
| Mese      | Allenatore       | Squadra        |
| --------- | ---------------- | -------------- |
| Agosto    | Gareth Southgate | Middlesbrough  |
| Settembre | Phil Brown       | Hull City      |
| Ottobre   | Rafael Benítez   | Liverpool      |
| Novembre  | Gary Megson      | Bolton         |
| Dicembre  | Martin O'Neill   | Aston Villa    |
| Gennaio   | Alex Ferguson    | Manchester Utd |
| Febbraio  | David Moyes      | Everton        |
| Marzo     | Rafael Benítez   | Liverpool      |
| Aprile    | Alex Ferguson    | Manchester Utd |

 2009-2010 
| Mese      | Allenatore      | Squadra         |
| --------- | --------------- | --------------- |
| Agosto    | Harry Redknapp  | Tottenham       |
| Settembre | Alex Ferguson   | Manchester Utd  |
| Ottobre   | Roy Hodgson     | Fulham          |
| Novembre  | Carlo Ancelotti | Chelsea         |
| Dicembre  | Alex McLeish    | Birmingham City |
| Gennaio   | David Moyes     | Everton         |
| Febbraio  | Roy Hodgson     | Fulham          |
| Marzo     | David Moyes     | Everton         |
| Aprile    | Martin O'Neill  | Aston Villa     |

 2010-2011 
| Mese      | Allenatore        | Squadra         |
| --------- | ----------------- | --------------- |
| Agosto    | Carlo Ancelotti   | Chelsea         |
| Settembre | Roberto Di Matteo | West Bromwich   |
| Ottobre   | David Moyes       | Everton         |
| Novembre  | Owen Coyle        | Bolton          |
| Dicembre  | Roberto Mancini   | Manchester City |
| Gennaio   | Alex Ferguson     | Manchester Utd  |
| Febbraio  | Arsène Wenger     | Arsenal         |
| Marzo     | Carlo Ancelotti   | Chelsea         |
| Aprile    | Carlo Ancelotti   | Chelsea         |

 2011-2012 
| Mese      | Allenatore       | Squadra         |
| --------- | ---------------- | --------------- |
| Agosto    | Alex Ferguson    | Manchester Utd  |
| Settembre | Harry Redknapp   | Tottenham       |
| Ottobre   | Roberto Mancini  | Manchester City |
| Novembre  | Harry Redknapp   | Tottenham       |
| Dicembre  | Martin O'Neill   | Aston Villa     |
| Gennaio   | Brendan Rodgers  | Swansea City    |
| Febbraio  | Arsène Wenger    | Arsenal         |
| Marzo     | Owen Coyle       | Bolton          |
| Aprile    | Roberto Martínez | Wigan           |

 2012-2013 
| Mese      | Allenatore        | Squadra        |
| --------- | ----------------- | -------------- |
| Settembre | David Moyes       | Everton        |
| Ottobre   | Alex Ferguson     | Manchester Utd |
| Novembre  | Steve Clarke      | West Bromwich  |
| Dicembre  | André Villas-Boas | Tottenham      |
| Gennaio   | Brian McDermott   | Reading        |
| Febbraio  | André Villas-Boas | Tottenham      |
| Marzo     | David Moyes       | Everton        |
| Aprile    | Rafael Benítez    | Chelsea        |

 2013-2014 
| Mese      | Allenatore          | Squadra         |
| --------- | ------------------- | --------------- |
| Agosto    | Brendan Rodgers     | Liverpool       |
| Settembre | Arsène Wenger       | Arsenal         |
| Ottobre   | Mauricio Pochettino | Southampton     |
| Novembre  | Alan Pardew         | Newcastle Utd   |
| Dicembre  | Manuel Pellegrini   | Manchester City |
| Gennaio   | Manuel Pellegrini   | Manchester City |
| Febbraio  | Sam Allardyce       | West Ham Utd    |
| Marzo     | Brendan Rodgers     | Liverpool       |
| Aprile    | Tony Pulis          | Crystal Palace  |

 2014-2015 
| Mese      | Allenatore        | Squadra         |
| --------- | ----------------- | --------------- |
| Agosto    | Garry Monk        | Swansea City    |
| Settembre | Ronald Koeman     | Southampton     |
| Ottobre   | Sam Allardyce     | West Ham Utd    |
| Novembre  | Alan Pardew       | Newcastle Utd   |
| Dicembre  | Manuel Pellegrini | Manchester City |
| Gennaio   | Ronald Koeman     | Southampton     |
| Febbraio  | Tony Pulis        | West Bromwich   |
| Marzo     | Arsène Wenger     | Arsenal         |
| Aprile    | Nigel Pearson     | Leicester City  |

 2015-2016 
| Mese      | Allenatore            | Squadra         |
| --------- | --------------------- | --------------- |
| Agosto    | Manuel Pellegrini     | Manchester City |
| Settembre | Mauricio Pochettino   | Tottenham       |
| Ottobre   | Arsène Wenger         | Arsenal         |
| Novembre  | Claudio Ranieri       | Leicester City  |
| Dicembre  | Quique Sánchez Flores | Watford         |
| Gennaio   | Ronald Koeman         | Southampton     |
| Febbraio  | Mauricio Pochettino   | Tottenham       |
| Marzo     | Claudio Ranieri       | Leicester City  |
| Aprile    | Claudio Ranieri       | Leicester City  |

 2016-2017 
| Mese      | Allenatore          | Squadra         |
| --------- | ------------------- | --------------- |
| Agosto    | Mike Phelan         | Hull City       |
| Settembre | Jürgen Klopp        | Liverpool       |
| Ottobre   | Antonio Conte       | Chelsea         |
| Novembre  | Antonio Conte       | Chelsea         |
| Dicembre  | Antonio Conte       | Chelsea         |
| Gennaio   | Paul Clement        | Swansea City    |
| Febbraio  | Josep Guardiola     | Manchester City |
| Marzo     | Eddie Howe          | Bournemouth     |
| Aprile    | Mauricio Pochettino | Tottenham       |

 2017-2018 
| Mese      | Allenatore      | Squadra           |
| --------- | --------------- | ----------------- |
| Agosto    | David Wagner    | Huddersfield Town |
| Settembre | Josep Guardiola | Manchester City   |
| Ottobre   | Josep Guardiola | Manchester City   |
| Novembre  | Josep Guardiola | Manchester City   |
| Dicembre  | Josep Guardiola | Manchester City   |
| Gennaio   | Eddie Howe      | Bournemouth       |
| Febbraio  | Chris Hughton   | Brighton          |
| Marzo     | Sean Dyche      | Burnley           |
| Aprile    | Darren Moore    | West Bromwich     |

 2018-2019 
| Mese      | Allenatore          | Squadra         |
| --------- | ------------------- | --------------- |
| Agosto    | Javi Gracia         | Watford         |
| Settembre | Nuno Espírito Santo | Wolverhampton   |
| Ottobre   | Eddie Howe          | Bournemouth     |
| Novembre  | Rafael Benítez      | Newcastle Utd   |
| Dicembre  | Jürgen Klopp        | Liverpool       |
| Gennaio   | Ole Gunnar Solskjær | Manchester Utd  |
| Febbraio  | Josep Guardiola     | Manchester City |
| Marzo     | Jürgen Klopp        | Liverpool       |
| Aprile    | Josep Guardiola     | Manchester City |

 2019-2020 
| Mese      | Allenatore          | Squadra       | Note   |
| --------- | ------------------- | ------------- | ------ |
| Agosto    | Jürgen Klopp        | Liverpool     |        |
| Settembre | Jürgen Klopp        | Liverpool     |        |
| Ottobre   | Frank Lampard       | Chelsea       |        |
| Novembre  | Jürgen Klopp        | Liverpool     |        |
| Dicembre  | Jürgen Klopp        | Liverpool     |        |
| Gennaio   | Jürgen Klopp        | Liverpool     |        |
| Febbraio  | Sean Dyche          | Burnley       |        |
| Giugno    | Nuno Espírito Santo | Wolverhampton |        |
| Luglio    | Ralph Hasenhüttl    | Southampton   | [ 48 ] |

 2020-2021 
| Mese      | Allenatore          | Squadra         | Note   |
| --------- | ------------------- | --------------- | ------ |
| Settembre | Carlo Ancelotti     | Everton         | [ 49 ] |
| Ottobre   | Nuno Espírito Santo | Wolverhampton   | [ 50 ] |
| Novembre  | José Mourinho       | Tottenham       | [ 51 ] |
| Dicembre  | Dean Smith          | Aston Villa     | [ 52 ] |
| Gennaio   | Josep Guardiola     | Manchester City | [ 53 ] |
| Febbraio  | Josep Guardiola     | Manchester City | [ 54 ] |
| Marzo     | Thomas Tuchel       | Chelsea         | [ 55 ] |
| Aprile    | Steve Bruce         | Newcastle Utd   | [ 56 ] |
| Maggio    | Jürgen Klopp        | Liverpool       | [ 57 ] |

 2021-2022 
| Mese      | Allenatore          | Squadra         | Note   |
| --------- | ------------------- | --------------- | ------ |
| Agosto    | Nuno Espírito Santo | Tottenham       | [ 58 ] |
| Settembre | Mikel Arteta        | Arsenal         | [ 59 ] |
| Ottobre   | Thomas Tuchel       | Chelsea         | [ 60 ] |
| Novembre  | Josep Guardiola     | Manchester City | [ 61 ] |
| Dicembre  | Josep Guardiola     | Manchester City | [ 62 ] |
| Gennaio   | Bruno Lage          | Wolverhampton   | [ 63 ] |
| Febbraio  | Eddie Howe          | Newcastle Utd   | [ 64 ] |
| Marzo     | Mikel Arteta        | Arsenal         | [ 65 ] |
| Aprile    | Mike Jackson        | Burnley         | [ 66 ] |

 2022-2023 
| Mese              | Allenatore   | Squadra        | Note   |
| ----------------- | ------------ | -------------- | ------ |
| Agosto            | Mikel Arteta | Arsenal        | [ 67 ] |
| Settembre         | Erik ten Hag | Manchester Utd | [ 68 ] |
| Ottobre           | Eddie Howe   | Newcastle Utd  | [ 69 ] |
| Novembre/Dicembre | Mikel Arteta | Arsenal        | [ 70 ] |
| Gennaio           | Mikel Arteta | Arsenal        | [ 71 ] |
| Febbraio          | Erik ten Hag | Manchester Utd | [ 72 ] |
| Marzo             | Mikel Arteta | Arsenal        | [ 73 ] |
| Aprile            | Unai Emery   | Aston Villa    | [ 74 ] |

 2023-2024 
| Mese      | Allenatore       | Squadra        | Note   |
| --------- | ---------------- | -------------- | ------ |
| Agosto    | Ange Postecoglou | Tottenham      | [ 75 ] |
| Settembre | Ange Postecoglou | Tottenham      | [ 76 ] |
| Ottobre   | Ange Postecoglou | Tottenham      | [ 77 ] |
| Novembre  | Erik ten Hag     | Manchester Utd | [ 78 ] |
| Dicembre  | Unai Emery       | Aston Villa    | [ 79 ] |
| Gennaio   | Jürgen Klopp     | Liverpool      | [ 80 ] |
| Febbraio  | Mikel Arteta     | Arsenal        | [ 81 ] |
| Marzo     | Andoni Iraola    | Bournemouth    | [ 82 ] |
| Aprile    | Sean Dyche       | Everton        | [ 83 ] |

 2024-2025 
| Mese      | Allenatore          | Squadra           | Note   |
| --------- | ------------------- | ----------------- | ------ |
| Agosto    | Fabian Hürzeler     | Brighton          | [ 84 ] |
| Settembre | Enzo Maresca        | Chelsea           | [ 85 ] |
| Ottobre   | Nuno Espirito Santo | Nottingham Forest | [ 86 ] |
| Novembre  |                     |                   |        |
| Dicembre  |                     |                   |        |
| Gennaio   |                     |                   |        |
| Febbraio  |                     |                   |        |
| Marzo     |                     |                   |        |
| Aprile    |                     |                   |        |

## Plurivincitori
In grassetto gli allenatori che attualmente militano in Premier League, aggiornato a ottobre 2024
| Pos. | Giocatore           | Titoli |
| ---- | ------------------- | ------ |
| 1    | Alex Ferguson       | 27     |
| 2    | Arsène Wenger       | 15     |
| 3    | Josep Guardiola     | 11     |
| 4    | David Moyes         | 10     |
| 4    | Jürgen Klopp        | 10     |
| 6    | Martin O'Neill      | 8      |
| 6    | Harry Redknapp      | 8      |
| 8    | Rafael Benítez      | 7      |
| 8    | Mikel Arteta        | 7      |
| 10   | Sam Allardyce       | 6      |
| 10   | Bobby Robson        | 6      |
| 12   | Carlo Ancelotti     | 5      |
| 12   | Nuno Espírito Santo | 5      |
| 12   | Eddie Howe          | 5      |
| 12   | Kevin Keegan        | 5      |
| 12   | Claudio Ranieri     | 5      |
| 17   | Roy Hodgson         | 4      |
| 17   | Joe Kinnear         | 4      |
| 17   | José Mourinho       | 4      |
| 17   | Manuel Pellegrini   | 4      |
| 17   | Mauricio Pochettino | 4      |
| 17   | Gordon Strachan     | 4      |
| 23   | Antonio Conte       | 3      |
| 23   | Alan Curbishley     | 3      |
| 23   | Sean Dyche          | 3      |
| 23   | Gérard Houllier     | 3      |
| 23   | Ronald Koeman       | 3      |
| 23   | David O'Leary       | 3      |
| 23   | Alan Pardew         | 3      |
| 23   | Stuart Pearce       | 3      |
| 23   | Ange Postecoglou    | 3      |
| 23   | Brendan Rodgers     | 3      |
| 23   | Erik ten Hag        | 3      |
| 34   | Frank Clark         | 2      |
| 34   | Steve Coppell       | 2      |
| 34   | Owen Coyle          | 2      |
| 34   | Kenny Dalglish      | 2      |
| 34   | Unai Emery          | 2      |
| 34   | Roy Evans           | 2      |
| 34   | John Gregory        | 2      |
| 34   | Glenn Hoddle        | 2      |
| 34   | Paul Jewell         | 2      |
| 34   | Roberto Mancini     | 2      |
| 34   | Tony Pulis          | 2      |
| 34   | Peter Reid          | 2      |
| 34   | Graeme Souness      | 2      |
| 34   | Phil Thompson       | 2      |
| 34   | Thomas Tuchel       | 2      |
| 34   | André Villas-Boas   | 2      |

## Classifica per nazionalità
Aggiornata a ottobre 2024
| Nazione          | Allenatori | Titoli |
| ---------------- | ---------- | ------ |
| Inghilterra      | 46         | 90     |
| Scozia           | 10         | 50     |
| Spagna           | 8          | 31     |
| Francia          | 2          | 18     |
| Italia           | 6          | 17     |
| Irlanda del Nord | 3          | 12     |
| Germania         | 3          | 12     |
| Portogallo       | 4          | 12     |
| Irlanda          | 4          | 10     |
| Paesi Bassi      | 3          | 7      |
| Galles           | 3          | 4      |
| Argentina        | 1          | 4      |
| Cile             | 1          | 4      |
| Australia        | 1          | 3      |
| Austria          | 1          | 1      |
| Israele          | 1          | 1      |
| Giamaica         | 1          | 1      |
| Norvegia         | 1          | 1      |
| Svezia           | 1          | 1      |
| Stati Uniti      | 1          | 1      |